# Armenische Eishockeyliga 2007/08
Die Saison 2007/08 war die siebte Spielzeit der armenischen Eishockeyliga, der höchsten armenischen Eishockeyspielklasse. Meister wurde zum insgesamt dritten Mal in der Vereinsgeschichte Urartu Jerewan.

## Modus
Der Erstplatzierte der Hauptrunde wurde Meister.

## Tabelle
|    | Klub               |
| -- | ------------------ |
| 1. | Urartu Jerewan     |
| 2. | HC Dinamo Jerewan  |
| 3. | SKA Jerewan        |
| 4. | Schengawit Jerewan |
| 5. | Schirak Gjumri     |